# The Bigger Man
The Bigger Man è un film muto del 1915 diretto da John W. Noble. Il soggetto si basa su The Bridge, lavoro teatrale di Rupert Hughes andato in scena in prima a New York il 4 settembre 1909.
È il primo film interpretato da Henry Kolker. Gli altri interpreti erano Renee Kelly, Orlando Daly, Elsie Balfour, John Goldsworthy, Mayme Kelso.

## Produzione
Il film fu prodotto dalla Rolfe Photoplays con il titolo di lavorazione The Bridge.

## Distribuzione
Il copyright del film, riportava come titolo quello di The Bridge, Or the Bigger Man; richiesto dalla Metro, fu registrato il 20 settembre 1915 con il numero LP6784.

Distribuito dalla Metro Pictures Corporation, il film uscì nelle sale statunitensi il 20 settembre 1915.
Non si conoscono copie ancora esistenti della pellicola che viene considerata presumibilmente perduta.